# Mitostoma gracile
Espèce
Synonymes
- Nemastoma gracile Redikortsev, 1936

Mitostoma gracile est une espèce d'opilions dyspnois de la famille des Nemastomatidae.

## Distribution
Cette espèce se rencontre en Russie en Ciscaucasie, en Géorgie, en Azerbaïdjan, en Turquie, en Bulgarie et en Grèce.

## Description
Le mâle syntype mesure 2 mm et la femelle syntype 2 mm.
Les mâles mesurent de 1,6 à 1,7 mm et les femelles de 2,0 à 2,5 mm.

## Systématique et taxinomie
Cette espèce a été décrite sous le protonyme Nemastoma gracile par Redikortsev en 1936. Elle est placée dans le genre Mitostoma par Roewer en 1951.

## Publication originale
- Redikortsev, 1936 : « Материалы к фауне Опилионес СССР - Materialy k faune Opiliones SSSR - Beiträge zur Opilioniden-Fauna von U.S.S.R. » Proceedings of the Zoological Institute of the Russian Academy of Sciences, vol. 3, p. 33–57.